# Madaoua
Madaoua (var. Madoua, Madawa) este un oraș din Niger.